# Лебедь, Валерий Игоревич
Вале́рий И́горевич Ле́бедь (укр. Валерій Ігорович Лебедь; 5 января 1989, Харьков, Харьковская область, СССР) — украинский футболист, полузащитник.

## Биография
Воспитанник донецкого «Шахтёра». С 2006 по 2009 год сыграл 32 матча во второй лиге за «Шахтёр-3», а также 56 в молодёжном первенстве за «Шахтёр». Победитель молодёжного первенства 2008/09. С 2010 года выступает в составе донецкого «Олимпика»
С этим клубом Лебедь становился победителем второй лиги сезона 2010/11, первой лиги сезона 2013/14 и 3 августа 2014 года в игре с луганской «Зарёй» дебютировал в Премьер-лиге. В сентябре 2014 получил четырёхмесячную дисквалификацию за применение запрещенного препарата. Решение будет оспариваться..

## Достижения
- Полуфиналист Кубка Украины (1): 2014/15
- Победитель Первой лиги Украины (1): 2013/14
- Победитель Вторая лига Украины (1): 2010/11
- Победитель молодёжного первенства Украины (1): 2008/09
- Мастер спорта по футболу[источник не указан 192 дня]